# Istituto superiore di sanità
L'Istituto superiore di sanità, anche ISS, è un ente di diritto pubblico che, in qualità di organo tecnico-scientifico del Servizio sanitario nazionale in Italia, svolge funzioni di ricerca, sperimentazione, controllo, consulenza, documentazione e formazione in materia di salute pubblica. L'Istituto è posto sotto la vigilanza del Ministero della salute.

## Storia
L'inaugurazione ufficiale dell'ISS, allora denominato "Istituto di sanità pubblica", avvenne il 21 aprile 1934, dopo l'entrata in vigore, l'11 gennaio 1934, di un regio decreto che definiva status e funzioni del nuovo Istituto, e una volta terminata l'intera costruzione. I lavori per la costruzione dell'edificio principale, su progetto dell'architetto Giuseppe Amendola, erano iniziati il 6 luglio 1931, su finanziamento della Rockefeller Foundation.
Secondo lo statuto, l'Istituto di sanità pubblica «con sede a Roma, opera al servizio del Ministero dell'Interno come centro di ricerca, indagini e accertamenti riguardanti i servizi per la pubblica sanità e per la specializzazione del personale del suddetto servizio nel Regno».
Il primo nucleo era costituito da 40 unità di personale e 4 laboratori:
- malarialogia
- batteriologia
- chimica
- fisica

Il laboratorio di malariologia sostituiva la Stazione sperimentale per la lotta antimalarica, finanziata anch'essa dalla Rockefeller Foundation, a cui collaboravano Alberto Missiroli e Lewis W. Hackett, i massimi esperti nella lotta antimalarica in Italia.
Il laboratorio di fisica, fondato da Giulio Cesare Trabacchi, si chiamava precedentemente Ufficio del radio, era ospitato nella sede di via Panisperna dove, sotto la guida di Enrico Fermi, lavoravano numerosi fisici quali Franco Rasetti, Emilio Segrè, Edoardo Amaldi e Bruno Pontecorvo. Enrico Fermi vi lavorò fino al 1938, l'anno in cui, dopo aver ricevuto il premio Nobel per la fisica, si trasferì negli Stati Uniti d'America. Nel 1942 entrò in funzione il microscopio elettronico a trasmissione della Siemens. Lo stesso venne requisito, nell'autunno 1943, per ordine dei tedeschi. Dati i notevoli risultati ottenuti, si pensò allora di autocostruirne uno. Fu un successo: lo strumento entrò in funzione nel dicembre 1946, fornendo prestazioni migliori del precedente. Nel 1949 Mario Ageno, un ex allievo di Fermi, arriva al laboratorio di Fisica, ancora sotto la direzione del Trabacchi, e diventa direttore del dipartimento nel 1959. Con la preziosa collaborazione di Franco Graziosi, estende le attività del laboratorio alla biofisica e alla biologia molecolare.

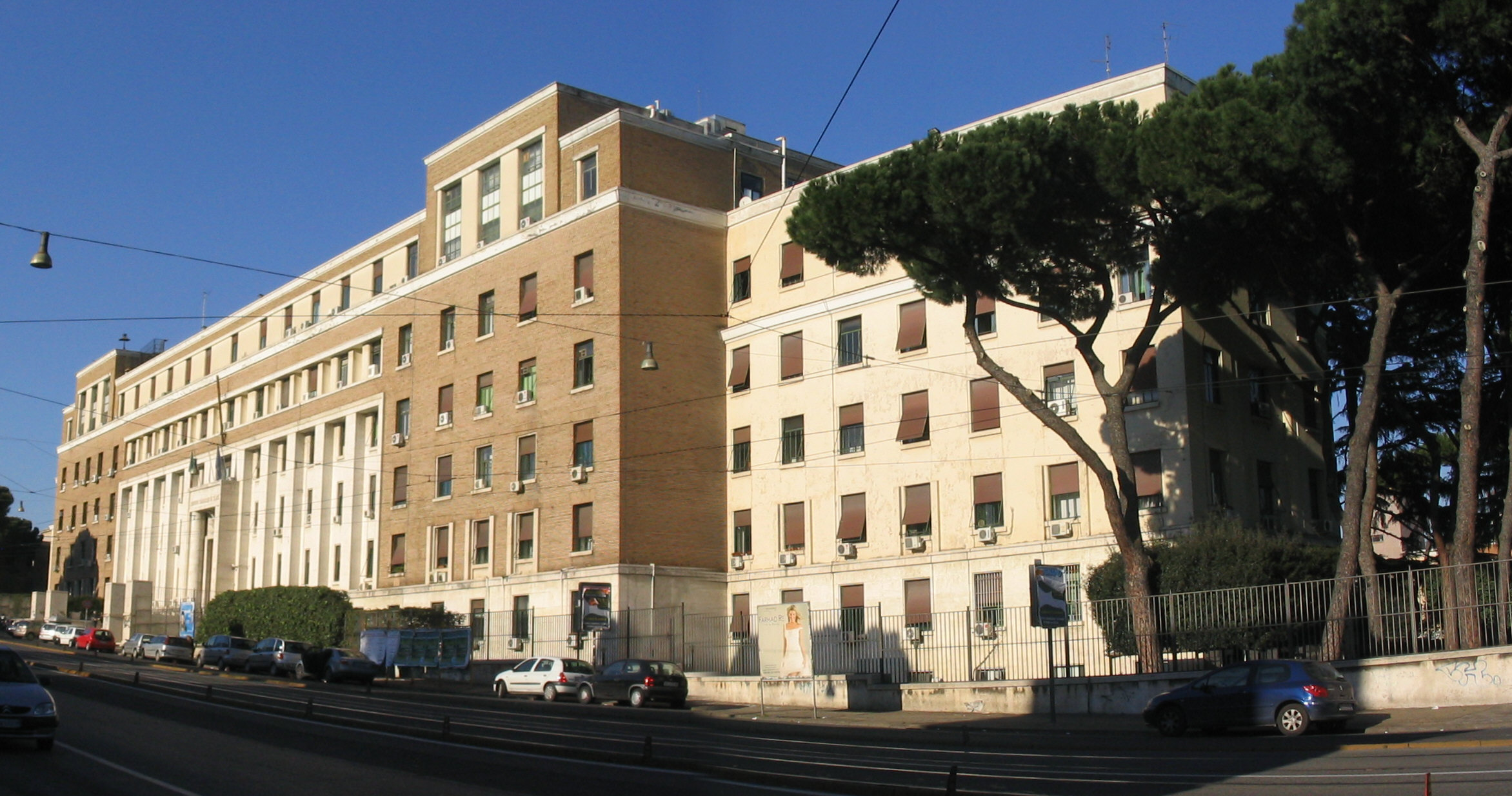
Sede dell'Istituto superiore di sanità a Roma.

Nel 1941 l'Istituto di Sanità Pubblica, diretto dal 25 luglio 1935 da Domenico Marotta, assunse l'attuale denominazione di Istituto Superiore di Sanità. Nel 1938 Marotta fonderà la prestigiosa rivista scientifica Rendiconti dell'Istituto Superiore di Sanità, ribattezzata nel 1965 Annali dell'Istituto Superiore di Sanità.

### Il secondo dopoguerra
Dopo la fine della seconda guerra mondiale venne dato un particolare impulso alle attività di ricerca nei campi della biologia e della microbiologia. Vennero chiamati brillanti ricercatori, quali Daniel Bovet ed Ernst Boris Chain.
Nel 1958 l'ISS passò sotto la vigilanza del Ministero della sanità.
Nel 1964, dopo la fine della presidenza Marotta a seguito della vicenda nota come "Il caso Marotta" che lo vide vittima di accuse ingiuste sulla sua gestione dell'Istituto, iniziò un periodo di crisi per l'ISS, risolto in parte con la legge 7 agosto 1973 n. 519 (intitolata Modifiche dei compiti, dei regolamenti e delle strutture dell'Istituto Superiore di Sanità) che riformava l'ISS. Il 28 aprile 1972 era stato nominato direttore dell'ISS Francesco Pocchiari, direttore del Laboratorio di biochimica.
La Legge 7 agosto 1973 n. 519 successivamente riformò l'ISS garantendogli una maggiore autonomia, permettendo l'organizzazione della ricerca per grandi aree tematiche, rendendo possibile programmare gli impegni nei settori della ricerca sanitaria e biomedica finalizzata, nonché le attività di controllo e normazione.
Con la creazione del Servizio sanitario nazionale (SSN), con la legge 833 del 1978, l'Istituto divenne organo tecnico-scientifico del SSN, con la clausola "politica", tuttavia, di stabilire un'istituzione separata a cui venivano affidate la ricerca e le attività regolatorie nell'area dell'igiene e della sicurezza del lavoro; questo ente fu l'Istituto superiore per la prevenzione e la sicurezza del lavoro (ISPESL).

### La riorganizzazione
Nel 2001, col decreto del presidente della Repubblica 20 gennaio 2001 n. 70 contenente il Regolamento di organizzazione dell'Istituto superiore di sanità, a norma dell'articolo 9 del decreto legislativo 29 ottobre 1999, n. 419 (Gazzetta Ufficiale del 26 marzo 2001) venne approvato il nuovo regolamento di organizzazione che cambiò radicalmente lo stato giuridico dell'Istituto. L'ISS divenne ente di diritto pubblico che, in qualità di organo tecnico-scientifico del Servizio sanitario nazionale, svolge funzioni di ricerca, sperimentazione, controllo, consulenza, documentazione e formazione in materia di salute pubblica.
Nel 2003 venne approvato il nuovo organigramma articolato in dipartimenti e centri nazionali. Sia i dipartimenti che i centri nazionali sono strutture tecnico-scientifiche, articolate in reparti, con autonomia in attività di ricerca, controllo, consulenza e formazione; i centri hanno anche carattere interdipartimentale con funzione di coordinamento con le istituzioni esterne.

## Direttori e presidenti dell'ISS
- Gaetano Basile (1934-1935)
- Dante De Blasi (1935)
- Domenico Marotta (1935-1961)
- Giordano Giacomello (1961-1964)
- Giovanni Battista Marini Bettolo Marconi (1964-1972)
- Francesco Pocchiari (1972-1989)
- Vincenzo Longo (1989)
- Francesco Antonio Manzoli (1989-1993)
- Giuseppe Vicari (1993-1995)
- Aurelia Sargentini (1995-1996)
- Giuseppe Benagiano (1996-2001)
- Enrico Garaci (2001-2013)
- Fabrizio Oleari[5] (2013-2014)
- Walter Ricciardi, commissario straordinario (15 luglio 2014 - 2 settembre 2015),[6] poi presidente (2 settembre 2015 - 1º gennaio 2019)[7][8]
- Silvio Brusaferro, commissario straordinario (1º gennaio - 29 luglio 2019),[9] poi presidente (29 luglio 2019 - 11 settembre 2023)
- Rocco Bellantone, commissario straordinario (11 settembre 2023 - 11 gennaio 2024), poi presidente (11 gennaio 2024 - in carica)

## Struttura
L'ISS ospita numerosi laboratori di riferimento nazionali e 3 laboratori di riferimento europei (European Union Reference Laboratory, EU-RL):
- per le sostanze chimiche negli alimenti di origine animale
- per Escherichia coli
- per i parassiti

### Dipartimenti
- Ambiente e salute
- Malattie cardiovascolari, endocrino-metaboliche e invecchiamento
- Malattie infettive
- Neuroscienze
- Oncologia e medicina molecolare
- Sicurezza alimentare, nutrizione e sanità pubblica veterinaria

### Centri nazionali e centri di riferimento
- Controllo e valutazione dei farmaci
- Dipendenze e doping
- Eccellenza clinica, qualità e sicurezza delle cure
- Health Technology Assessment
- Malattie rare
- Medicina di genere
- Organismo Notificato
- Prevenzione delle malattie e promozione della salute
- Protezione dalle radiazioni e fisica computazionale
- Ricerca e valutazione preclinica e clinica dei farmaci
- Ricerca su HIV/AIDS
- Salute globale
- Sangue
- Scienze comportamentali e salute mentale
- Sostanze chimiche, prodotti cosmetici e protezione del consumatore
- Sperimentazione e benessere animale
- Tecnologie innovative in sanità pubblica
- Telemedicina e nuove tecnologie assistenziali
- Trapianti

Servizi tecnico-scientifici
- Grant Office e trasferimento tecnologico
- Servizio biologico
- Servizio di coordinamento e supporto alla ricerca
- Servizio di statistica
- Servizio grandi strumentazioni e core facilities

## Telefoni Verdi
- Telefono Verde AIDS e Infezioni Sessualmente Trasmesse 800 861 061
- Telefono Verde Alcol 800 63 2000
- Telefono Verde Anti-Doping 800 89 69 70
- Telefono Verde contro il Fumo 800 55 40 88
- Telefono Verde Malattie Rare 800 89 69 49
- Telefono Verde Trapianti 800 33 30 33
- Telefono Verde Droga 800 18 60 70
- Telefono Verde Nazionale per le problematiche legate al Gioco D'azzardo 800 55 88 22

## Curiosità
L'istituto superiore di sanità organizza annualmente (dai primi anni 2000) un concorso letterario, artistico e musicale chiamato "Il Volo di Pegaso" dedicato alle malattie rare.